# Scaphiostreptus ruralis
Scaphiostreptus ruralis är en mångfotingart som först beskrevs av Carl 1914.  Scaphiostreptus ruralis ingår i släktet Scaphiostreptus och familjen Spirostreptidae. Inga underarter finns listade i Catalogue of Life.